# Frank Belknap Long
Frank Belknap Long (New York, 27 aprile 1901 – 3 gennaio 1994) è stato uno scrittore e poeta statunitense.

## Biografia

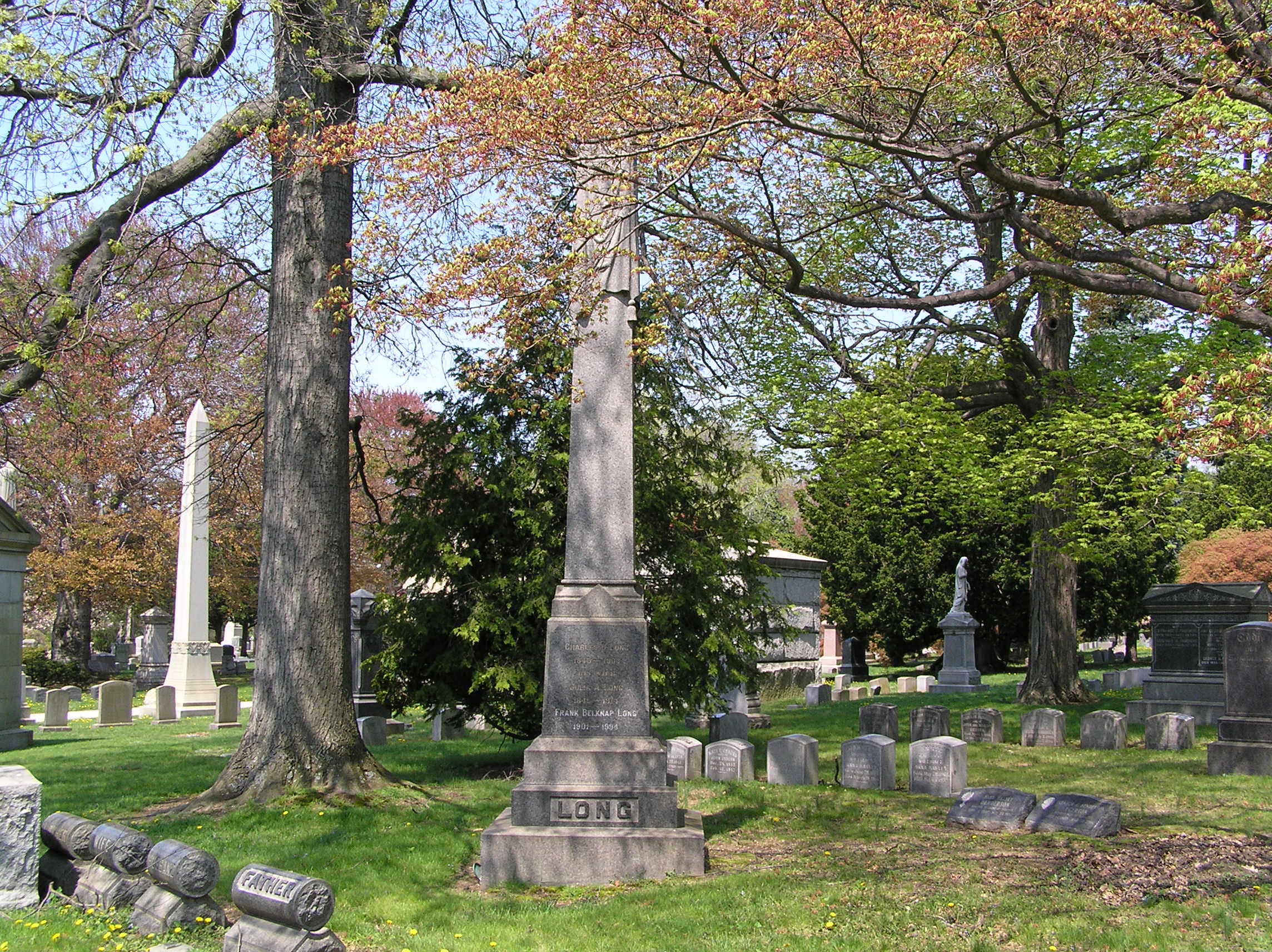
Stele di Frank Belknap Long al Woodlawn Cemetery

Figlio di una famiglia borghese di Manhattan, discendente (forse) del primo uomo che abbia mai ingaggiato un duello su suolo americano, e parente dell'architetto che progettò il piedistallo della Statua della Libertà. Belknap Long fu sin da giovane un poeta e un sognatore. Si associò ben presto ad un circolo di scrittori dilettanti ove conobbe, negli anni Venti, Howard Phillips Lovecraft. Il suo stile nei primi anni ne fu fortemente influenzato; scrisse racconti dell'orrore e del grottesco che raggiungeranno il massimo dell'emulazione in I segugi di Tindalos ("The Hounds of Tindalos"). Long successivamente si dedicò ad altri ambiti letterari, soprattutto la fantascienza, ma s'esercitò anche nel giallo e nel romanzo d'amore gotico. 
Le sue opere, in Italia, sono state pubblicate per lo più dalla rivista Urania (Mondadori), che comunque copre solo una piccola parte della produzione di Long.
Long ricevette il "Fantasy Award for Life Achievement" (durante la Conferenza Mondiale del Fantasy nel 1978), il "Bram Stoker Award for Lifetime Achievement" (nel 1987, dall'Associazione degli Scrittori Horror Americani) e il premio "First Fandom Hall of Fame" (1977).
Long per primo scrisse un racconto nell'ambito dei cosiddetti Miti di Cthulhu, creati da Lovecraft: I segugi di Tindalos: ulteriori contributi sono L'orrore delle colline (che presenta il dio elefante, il Grande Antico Chaugnar Faugn), e I Divoratori in cui lo stesso Lovecraft fa da comprimario.

## Opere
(Elenco parziale)

### Raccolte di poesie
- A Man from Genoa (1926)
- The Goblin Tower (1935)
- On Reading Arthur Machen (1949)
- The Marriage of Sir John de Mandeville (1976)
- In Mayan Splendor (1977)
- When Chaugnar Wakes (1978)
- The Darkling Tide: Previously Uncollected Poetry (1995)

### Romanzi
- Il caso della ragazza mascherata (Space Station 1) (1957)
- Mission to a Distant Star
- Woman from Another Planet (1960)
- The Horror Expert (1961)
- The Mating Center (1961)
- Mars is My Destination (1962)
- L'orrore dalle colline (The Horror from the Hills) (1963)
- Three Steps Spaceward (963)
- It Was the Day of the Robot (1963)
- The Martian Visitors (1964)
- Mission to a Star (1964)
- In una piccola città (Lest Earth Be Conquered) (1966); reissue come The Androids (1969)
- This Strange Tomorrow (1966)
- So Dark a Heritage (1966)
- Journey Into Darkness (1967)
- ...And Others Shall Be Born (1968)
- The Three Faces of Time (1969)
- To the Dark Tower (1969)
- Monster From Out of Time (1970)
- Survival World (1971)
- The Witch Tree (1971)
- Fire of the Witches (1971)
- The Shape of Fear (1971)
- The Night of the Wolf (1972)
- House of the Deadly Nightshade (1972)
- Legacy of Evil (1973)
- Crucible of Evil (1974)
- The Lemoyne Heritage (1977)
- Rehearsal Night (1981)
- Ghor Kin-Slayer (1997)
- The Rim of the unknown (pt.1 Urania n. 1258 "Di fronte all'ignoto" e pt.2) trad. Maurizio Carità